# Möbius-Widerstand

Prinzipaufbau eines Möbius-Widerstandes

Ein Möbius-Widerstand ist eine Bauform eines elektrischen Widerstandes, der im Idealfall keine Induktivität aufweist. Er besitzt die Form eines leitfähig beschichteten Möbiusbandes und wurde 1966 von Richard L. Davis entwickelt.
Der elektrische Strom fließt bei dem Möbius-Widerstand, wie in nebenstehender Skizze dargestellt, gegensinnig auf der elektrisch leitfähigen Beschichtung des Möbiusbandes. Durch den gegensinnigen Stromfluss und bei geringer Dicke des Bandes wird der magnetische Fluss infolge des Stromflusses kompensiert, wodurch die Induktivität der Anordnung nahezu null beträgt.
Andere elektrische Widerstände weisen eine größere, unter anderem von der Form und dem Material abhängige Induktivität auf. Diese Eigenschaft kann in bestimmten Anwendungen, wie der Hochfrequenztechnik, unerwünscht sein.
Anwendungen des Möbius-Widerstandes und anderer induktionsarmer Bauformen liegen im Bereich der Hochfrequenztechnik und als Shuntwiderstand mit geringer Induktivität zur Messung von Impulsströmen.
Möbius-Widerstände haben eine geringe praktische Bedeutung.